# Isle of Gigha
Isle of Gigha är en ö i Argyll and Bute, Storbritannien. Den ligger i riksdelen Skottland, i den nordvästra delen av landet, 600 km nordväst om huvudstaden London. Arean är 14,0 kvadratkilometer. Ön har 163 invånare.
Terrängen på Isle of Gigha är platt. Öns högsta punkt är 91 meter över havet. Den sträcker sig 9,4 kilometer i nord-sydlig riktning, och 4,1 kilometer i öst-västlig riktning.